# Tour de Beauce
O Tour de Beauce é uma carreira profissional de ciclismo de estrada por etapas que se celebra a cada ano no mês de junho nos arredores da Cidade de Quebec, na região de Quebec, Canadá. É de categoria 2.2 e faz parte do UCI America Tour.

## Palmarés

### Classificação geral
| Ano  | Vencedor               | Segundo                  | Terceiro               |           |
| ---- | ---------------------- | ------------------------ | ---------------------- | --------- |
| 1986 | James Gilles           | Jacques Guenette         | Michael Belcourt       |           |
| 1987 | Yvan Waddell           | Chris Koberstein         | Étienne Lemieux        |           |
| 1988 | Gervais Rioux          | Brian Fowler             | Bruno Giangioppi       |           |
| 1989 | Sean Way               | Scott Goguen             | Gervais Rioux          |           |
| 1990 | Graeme Miller          | Edward Karczmarczyk      | David Spears           |           |
| 1991 | Czeslaw Lukaszewicz    | Tim Lefebvre             | Chris Koberstein       |           |
| 1992 | Jean-Christophe Currit | Kirill Beljaev           | Jacques Landry         |           |
| 1993 | Marty Jemison          | Alexander Torkatchenko   | Roland Green           |           |
| 1994 | Jacques Landry         | Jeff Stobie              | Anthony Bergson        |           |
| 1995 | Eric Wohlberg          | José Manuel García Ponce | Fabien Bergeron        |           |
| 1996 | Igor Bonciucov         | Matt White               | Steve Bauer            |           |
| 1997 | Jonathan Vaughters     | Matt Anand               | Trent Klasna           |           |
| 1998 | Levi Leipheimer        | Andrzej Sypytkowski      | Artur Babaitsev        |           |
| 1999 | Levi Leipheimer        | Jan Hruška               | Scott Moninger         |           |
| 2000 | Tomáš Konečný          | René Andrle              | Scott Moninger         |           |
| 2001 | Henk Vogels            | Scott Moninger           | Zbigniew Piątek        |           |
| 2002 | Michael Rogers         | Matt DeCanio             | Lubor Tesař            |           |
| 2003 | John Lieswyn           | Chris Baldwin            | Tomáš Konečný          |           |
| 2004 | Tomasz Brożyna         | Nathan O'Neill           | Scott Moninger         |           |
| 2005 | Nathan O'Neill         | Svein Tuft               | Jeff Louder            |           |
| 2006 | Valery Kobzarenko      | Sergey Lagutin           | Danny Pate             |           |
| 2007 | Benjamin Day           | Svein Tuft               | Danny Pate             |           |
| 2008 | Svein Tuft             | Bernardo Colex           | Moisés Aldape          |           |
| 2009 | Scott Zwizanski        | Sergio Henao             | Darwin Atapuma         |           |
| 2010 | Benjamin Day           | Darren Rolfe             | Marc de Maar           |           |
| 2011 | Francisco Mancebo      | Bernardo Colex           | Svein Tuft             |           |
| 2012 | Rory Sutherland        | Hugo Houle               | Christian Meier        |           |
| 2013 | Nathan Brown           | Philip Deignan           | Christian Meier        |           |
| 2014 | Toms Skujiņš           | Rob Britton              | Serghei Tvetcov        |           |
| 2015 | Pello Bilbao           | Toms Skujiņš             | Dion Smith             |           |
| 2016 | Gregory Daniel         | Hugo Houle               | Robin Carpenter        |           |
| 2017 | Andžs Flaksis          | Clément Russo            | Jordan Cheyne          |           |
| 2018 | James Piccoli          | Daniel Whitehouse        | Serghei Tvetcov        |           |
| 2019 | Brendan Rhim           | James Piccoli            | Nickolas Zukowsky      |           |
| 2020 | cancelado              | cancelado                | cancelado              | cancelado |
| 2021 | cancelado              | cancelado                | cancelado              | cancelado |
| 2023 | Luke Valenti           | Tyler Stites             | Carson Miles           |           |
| 2024 | Josh Burnett           | Tyler Stites             | Ian Lopez de San Roman |           |

Notas:
- As edições desde 1986 até 1995, bem como a edição 1998 foram amadoras
- Na edição 1999, inicialmente o ganhador foi o ciclista Levi Leipheimer mas foram-lhe retirados os seus resultados entre 1 de janeiro de 1999 ao 30 de julho de 2006 e desde  7 de julho de 2007 ao 27 de julho de 2007 pelos seus envolvimento no caso de dopagem da US Postal em favor do ciclista Lance Armstrong[2]

### Classificação por pontos
| \| Ano \| Ganhador \| Equipa \| \| ---- \| ----------------- \| ------------------------------------ \| \| 2006 \| Serguéi Lagutín \| Navigators Insurance Cycling Team \| \| 2007 \| Ben Day \| Navigators Insurance Cycling Team \| \| 2008 \| Moises Aldape \| Team Type 1 \| \| 2009 \| Danilo Wyss \| BMC Racing Team \| \| 2010 \| Ben Day \| Fly V Australia \| \| 2011 \| Francisco Mancebo \| RealCyclist.com \| \| 2012 \| Francisco Mancebo \| Competitive Cyclist \| \| 2013 \| Nathan Brown \| Bontrager Cycling Team \| \| 2014 \| Toms Skujiņš \| Hincapie Sportswear Development Team \| \| 2015 \| Dion Smith \| Hincapie Sportswear Development Team \| \| 2016 \| Gregory Daniel \| Axeon Hagens Berman \| |                   |                                      |
| Ano | Ganhador          | Equipa                               |
| 2006 | Serguéi Lagutín   | Navigators Insurance Cycling Team    |
| 2007 | Ben Day           | Navigators Insurance Cycling Team    |
| 2008 | Moises Aldape     | Team Type 1                          |
| 2009 | Danilo Wyss       | BMC Racing Team                      |
| 2010 | Ben Day           | Fly V Australia                      |
| 2011 | Francisco Mancebo | RealCyclist.com                      |
| 2012 | Francisco Mancebo | Competitive Cyclist                  |
| 2013 | Nathan Brown      | Bontrager Cycling Team               |
| 2014 | Toms Skujiņš      | Hincapie Sportswear Development Team |
| 2015 | Dion Smith        | Hincapie Sportswear Development Team |
| 2016 | Gregory Daniel    | Axeon Hagens Berman                  |

### Classificação da montanha
| \| Ano \| Ganhador \| Equipa \| \| ---- \| ------------------------- \| ---------------------------------- \| \| 2005 \| Wojciech Kalemba \| Paged-MBK-Scout \| \| 2006 \| Jarley Colorado Hernandez \| Colombia es Pasión \| \| 2007 \| Gregorio Ladino \| Tecos Trek VH \| \| 2008 \| Glen Chadwick \| Team Type 1 \| \| 2009 \| Darwin Atapuma \| Selección de Colombia \| \| 2010 \| Danny Summerhill \| Felt – Holowesko Partners – Garmin \| \| 2011 \| Scott Lyttle \| Pure Black Racing \| \| 2012 \| Ken Hanson \| Optum-Kelly Benefit Strategies \| \| 2013 \| Jonathan McCarty \| Bissell Cycling \| \| 2014 \| Joshua Berry \| Smartstop \| \| 2015 \| Mauricio Ortega \| Orgullo Antioqueño \| |                           |                                    |
| Ano | Ganhador                  | Equipa                             |
| 2005 | Wojciech Kalemba          | Paged-MBK-Scout                    |
| 2006 | Jarley Colorado Hernandez | Colombia es Pasión                 |
| 2007 | Gregorio Ladino           | Tecos Trek VH                      |
| 2008 | Glen Chadwick             | Team Type 1                        |
| 2009 | Darwin Atapuma            | Selección de Colombia              |
| 2010 | Danny Summerhill          | Felt – Holowesko Partners – Garmin |
| 2011 | Scott Lyttle              | Pure Black Racing                  |
| 2012 | Ken Hanson                | Optum-Kelly Benefit Strategies     |
| 2013 | Jonathan McCarty          | Bissell Cycling                    |
| 2014 | Joshua Berry              | Smartstop                          |
| 2015 | Mauricio Ortega           | Orgullo Antioqueño                 |

### Classificação por equipas
| \| Ano \| Ganhador \| País \| \| ---- \| --------------------------------- \| -------------- \| \| 2005 \| Navigators Insurance Cycling Team \| Estados Unidos \| \| 2006 \| Navigators Insurance Cycling Team \| Estados Unidos \| \| 2007 \| Navigators Insurance Cycling Team \| Estados Unidos \| \| 2008 \| Team Type 1 \| Estados Unidos \| \| 2009 \| Fly V Austrália \| Austrália \| \| 2010 \| Fly V Austrália \| Austrália \| \| 2011 \| SpiderTech powered by C10 \| Canadá \| \| 2012 \| UnitedHealthcare \| Estados Unidos \| \| 2013 \| UnitedHealthcare \| Estados Unidos \| \| 2014 \| Smartstop \| Estados Unidos \| \| 2015 \| Caja Rural-Seguros RGA \| Espanha \| |                                   |                |
| Ano | Ganhador                          | País           |
| 2005 | Navigators Insurance Cycling Team | Estados Unidos |
| 2006 | Navigators Insurance Cycling Team | Estados Unidos |
| 2007 | Navigators Insurance Cycling Team | Estados Unidos |
| 2008 | Team Type 1                       | Estados Unidos |
| 2009 | Fly V Austrália                   | Austrália      |
| 2010 | Fly V Austrália                   | Austrália      |
| 2011 | SpiderTech powered by C10         | Canadá         |
| 2012 | UnitedHealthcare                  | Estados Unidos |
| 2013 | UnitedHealthcare                  | Estados Unidos |
| 2014 | Smartstop                         | Estados Unidos |
| 2015 | Caja Rural-Seguros RGA            | Espanha        |

## Palmarés por países
| País           | Vitórias |
| -------------- | -------- |
| Canadá         | 9        |
| Estados Unidos | 7        |
| Austrália      | 6        |
| Espanha        | 2        |
| Letônia        | 2        |
| Chéquia        | 1        |
| Polónia        | 1        |
| Ucrânia        | 1        |
| França         | 1        |
| Moldávia       | 1        |
| Nova Zelândia  | 1        |